# Dora descoperă lumea
Dora descoperă lumea sau Dora exploratoarea (în engleză: Dora the Explorer) este un serial de televiziune animat pentru copii american și o franciză multimedia creată de Chris Gifford, Valerie Walsh Valdes și Eric Weiner care a avut premiera la Nickelodeon în Statele Unite ale Americii pe 14 august 2000. Serialul este produs de Nickelodeon Animation Studio.

## Personaje
- Dora
- Boots
- Swiper
- Diego
- Jaguar